# Quinta do Contador Mor

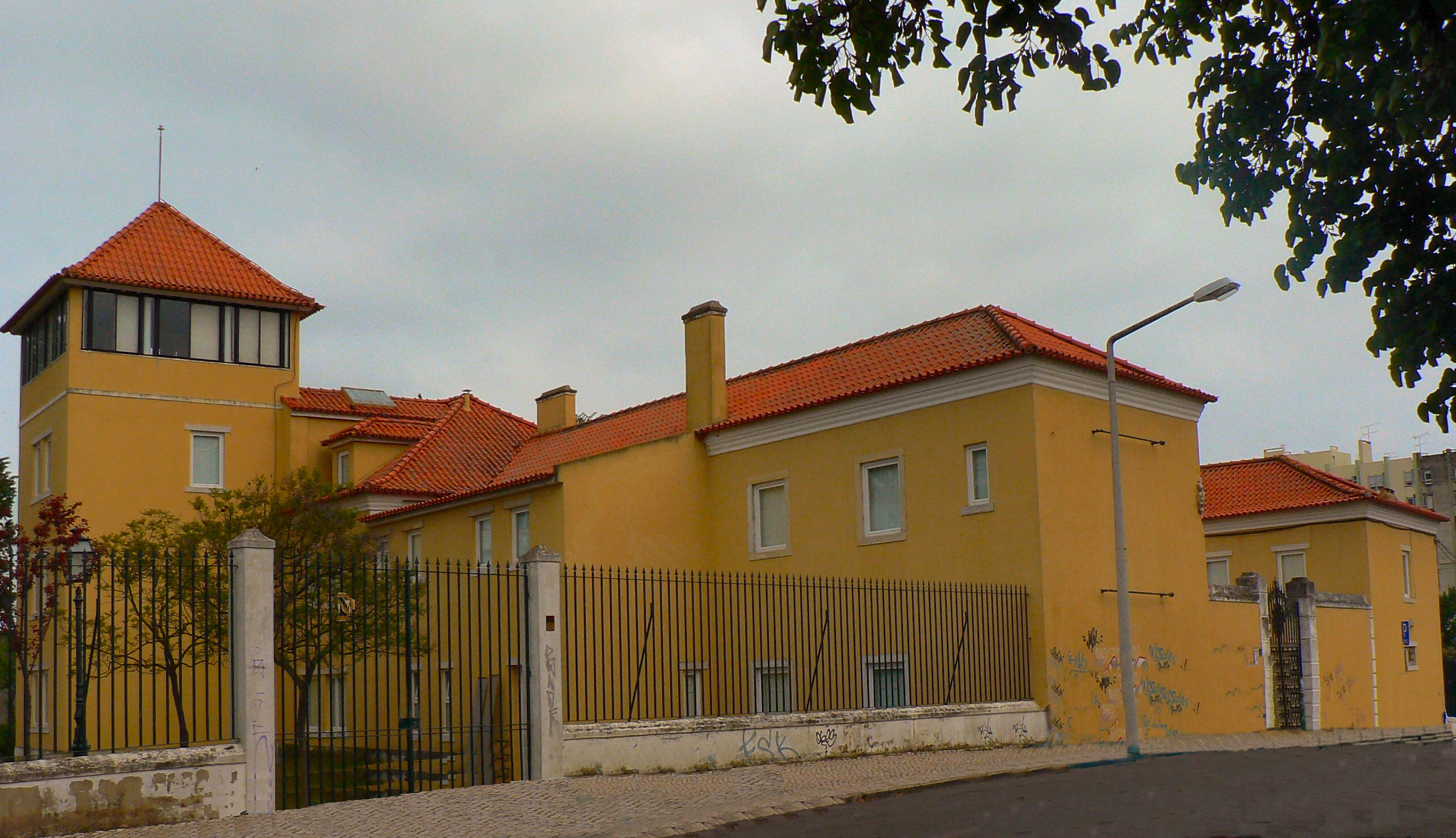
Die heutige Bedeteca Municipal de Lisboa

Die Quinta do Contador Mor ist ein ehemaliges Landgut (portugiesisch quinta) in der Stadtgemeinde Olivais der portugiesischen Hauptstadt Lissabon.

## Geschichte
Das Haus wurde im 18. Jahrhundert errichtet. Es gehörte einem direkten Nachkommen des ersten Van-Zeller, der als Gesandter des preußischen Königs nach Portugal gekommen war. Lourenço Rudolfo Van-Zeller wurde 1746 von König Johann V. zum Kämmerer (Contador-Mor) ernannt. Dieses Amt blieb in seiner Familie, bis sie ausstarb. An der Fassade des Gutshauses befindet sich noch heute ein Wappenstein der Van-Zeller.
Im Volksmund wird das Anwesen „Toca“ genannt, weil vermutet wird, dass Eça de Queiroz hier zu seiner Darstellung von Maria Eduarda und Carlos da Maia in seinem Drama Die Maias inspiriert wurde.
In den 1990er Jahren wurde das Anwesen durch die Câmara Municipal von Lissabon restauriert und dient seither der Bedeteca de Lisboa als kultureller und pädagogischer Veranstaltungsort.